# Microtatorchis govidjoae
Microtatorchis govidjoae är en orkidéart som beskrevs av Rudolf Schlechter. Microtatorchis govidjoae ingår i släktet Microtatorchis och familjen orkidéer. Inga underarter finns listade i Catalogue of Life.